# マルガレーテ・フォン・バーベンベルク
マルガレーテ・フォン・バーベンベルク（Margarete von Babenberg, 1204年または1205年 - 1266年10月29日）は、名目上のオーストリア女公（在位：1252年 - 1260年）。マルガレーテ・フォン・エスターライヒ（Margareta von Österreich）とも。

## 生涯
バーベンベルク家のオーストリア公レオポルト6世と東ローマ帝国の皇族であるテオドラ・アンゲリナの間の長女。弟フリードリヒ2世はバーベンベルク家最後のオーストリア公で、1246年に嗣子を残さずに死去したため、公位の継承が問題になった。
マルガレーテは最初、神聖ローマ皇帝フリードリヒ2世の嫡男ハインリヒと結婚した。ハインリヒは1220年にローマ王に選ばれたが、後に父に叛いて1235年に廃位され、1242年に死去した。マルガレーテはハインリヒとの間に2人の息子を生んだが、いずれも夭折した。
10年後の1252年、マルガレーテは新たなオーストリア公でボヘミアの王太子であるオタカルと結婚した。翌1253年にオタカルはボヘミア王オタカル2世となる。マルガレーテはオタカル2世より26歳年上であった。高齢であったため、世継ぎを生む可能性が無いとみたオタカル2世は1261年にローマ教皇から婚姻の無効を取り付けてマルガレーテと離婚、クンフタ・ウヘルスカーと再婚した。マルガレーテはオーストリアへ戻り、1266年に没した。

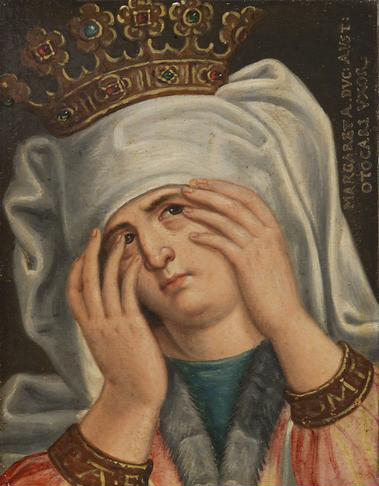
マルガレーテ・フォン・バーベンベルク（16世紀）